# Synecta cuneifascia
Synecta cuneifascia är en fjärilsart som beskrevs av W. Warren 1897. Synecta cuneifascia ingår i släktet Synecta och familjen mätare. Inga underarter finns listade i Catalogue of Life.